# Chemik Bydgoszcz
Chemik Bydgoszcz ist ein Sportverein aus der polnischen Stadt Bydgoszcz. Die Farben des Vereins sind Weiß, Blau, Rot. Am erfolgreichsten ist die Männer-Volleyball-Abteilung des Vereins, die in der Polnischen Volleyball-Liga spielt.

## Geschichte
1949 wurde Wisła Łęgnowo gegründet. 1955 kam es zur Fusion mit dem 1951 gegründeten Verein Unia Łęgnowo. Der neue Verein nannte sich Unia-Wisła Łęgnowo. 1960 änderte man den Namen in Gryf Łęgnowo, 1969 in Zachem Bydgoszcz und 1976 in Chemik Bydgoszcz.

## Volleyballabteilung
Die Männer-Volleyballabteilung des Vereins spielt unter dem Sponsoren Namen Visła Bydgoszcz in der TAURON 1. Liga. 

### Erfolge
- Polnischer Pokal: Halbfinale 2010, 2013
- Challenge Cup: Halbfinale 2013

## Fußballabteilung
Die Fußballer von Chemik Bydgoszcz spielen in der Saison 2018/19 in der dritten polnischen Liga. In den Jahren der Saison 1979/80 und in den Jahren 1991–1993 spielte der Verein in der zweiten Liga.

### Spieler
- Stefan Majewski (1972–1976) Jugend, (1977–1978) Spieler
- Jakub Piotrowski (2009–2013) Jugend, (2013–2014) Spieler

## Schachabteilung
Zu den größten Erfolgen der Abteilung im Schachsport gehören der dritte Platz in der polnischen Mannschaftsmeisterschaft in den Saisons 1982 und 1983 sowie der zweite Platz hinter Legion Warschau in der Saison 1984. Zu den damaligen Spielern von Chemik Bydgoszcz gehörten die Internationalen Meister Andrzej Maciejewski, Krzysztof Żołnierowicz und WIM Małgorzata Wiese. Anfang der 1990er-Jahre spielte auch der ukrainische Großmeister Oleksandr Moros für den Verein.